# Akaltara
Akaltara är en ort i Indien.   Den ligger i distriktet Janjgir-Champa och delstaten Chhattisgarh, i den centrala delen av landet, 900 km sydost om huvudstaden New Delhi. Akaltara ligger 287 meter över havet och antalet invånare är 21 333.
Terrängen runt Akaltara är platt. Runt Akaltara är det tätbefolkat, med 297 invånare per kvadratkilometer. Närmaste större samhälle är Jānjgīr, 15,7 km öster om Akaltara. Trakten runt Akaltara består till största delen av jordbruksmark.